# Chrétienno
Pour les articles homonymes, voir Alexandrine et Marie-Joséphine.
Chrétienno, nom d'artiste de Marie-Joséphine-Euphrasie Chrétiennot, est une actrice et chanteuse d'opérette française, née dans l'ancien 8e arrondissement de Paris le 3 août 1838, et morte le 6 mai 1893 à Asnières (Hauts-de-Seine).

## Biographie
Fille d'un ouvrier tourneur en cuivre, elle débute au théâtre de Belleville en 1859 sous le pseudonyme d'Alexandrine puis passa au théâtre du Vaudeville. Elle fait la connaissance de Jacques Offenbach avec lequel elle part jouer Orphée aux Enfers à Lyon. De retour à Paris, elle se produisit au Chalet du lac (Les Amours d'un Shah, Flamberge au vent), au Théâtre Déjazet (Francastor, La Rosière de quarante ans) et au Palais-Royal (Danaé et sa Bonne, La Tyrolienne des perruques, Follambo) où elle devint doublure d'Hortense Schneider.
Insuffisamment employée, elle choisit de se tourner à partir de 1864 vers le café-concert. Vedette de l'Eldorado dont elle épousa le directeur Renard, elle s'y illustra dans un répertoire léger (Ay Chiquita!) ou patriotique, avec entre autres le célèbre Alsace et Lorraine (paroles de Gaston Villemer et Henri Nazet, musique de Frédéric Bentayoux) en 1871.
Elle épouse Paul Renard, directeur du café-concert de l'Eldorado, le 20 juin 1874 à Asnières.